# Леду, Венсан
Венсан Леду (фр. Vincent Ledoux) — французский политик, депутат Национального собрания Франции.

## Биография
Родился 21 июня 1966 году в Ватермаль-Буафоре (Бельгия). Получил диплом бакалавра в коллеже Sacré-Cœur в Туркуэне, изучал историю в Католическом университете Лилля и университете Лилль-III, получил диплом магистра в области политических наук в университете Лилль-II.
В молодые годы вступив в партию Объединение в поддержку Республики, Венсан Леду с 1994 по 19967 году руководил аппаратом Кристиана Ваннеста, депутата Национального собрания Франции и лидера оппозиции в совете города Туркуэн. В 1995 году участвовал в президентской кампании Эдуара Балладюра.В 1995 году был впервые избран в совет города Ронк и занял пост вице-мэра. На следующих выборах в 2001 году он впервые возглавил список правых в Ронке, одержал победу и стал мэром этого города, после чего еще дважды — в 2008 и 2014 годах — побеждал на муниципальных выборах.
В 2012 году Венсан Леду стал одним из основателей новой партии Союз демократов и независимых и членом ее национального совета. Но в декабре 2015 года, пройдя по списку правых в Совет региона О-де-Франс, перешел в партию Республиканцы.
После отставки депутата Национального собрания по 10-му избирательному округу департамента Нор Жеральда Дарманена в январе 2016 года были назначены отдельные выборы депутата по этому округу. Венсан Леду стал кандидатом правых на этих выборах, одержал победу и стал депутатом Национального собрания Франции. На  выборах в Национальное собрание 2017 году сумел добиться переизбрания. Через месяц после это в силу закона о невозможности совмещения мандатов ушел в отставку с поста мэра Ронка.
Во время своего второго срока являлся членом Комиссии по финансам, общей экономике и бюджетному контролю, подготовил несколько отчетов.
В 2017 году Венсан Леду вышел из партии Республиканцы и присоединился к партии Agir (Действие), поддержавшей правительство Эдуара Филиппа. В 2020 году он участвует в создании парламентской группы Agir в Национальном собрании, входящей в парламентское большинство.
В июле 2020 года он подал жалобу после того, как стал объектом кампании оскорблений и угроз в социальных сетях со стороны правых экстремистов.
На выборах в Национальное собрание в 2022 году стал заместителем министра внутренних дел Жеральда Дарманена, баллотировавшего в депутаты по 10-му избирательному округу департамента Нор. Через месяц после избрания, согласно требованиям закона о невозможности совмещения мандатов, Дарманен сдал мандат депутата, и его место в Национальном собрании занял Венсан Леду. Он стал членом Комиссии по иностранным делам и заместителем председателя исследовательской группы по проблемам животных.

## Политическая карьера
1995 — 17.03.2001 — член муниципального совета города Ронк 

18.03.2001 — 30.06.2017 — мэр города Ронк 

13.12.2015 — 27.06.2021 — член Совета региона О-де-Франс 

21.03.2016 — 21.06.2022 — депутат Национального собрания Франции от 10-го избирательного округа департамента Нор 
 
с 23.07.2022 — депутат Национального собрания Франции от 10-го избирательного округа департамента Нор